# Bataille de Lemseied
Guerre du Sahara occidental
Batailles
La bataille de Lemseied a eu lieu du 10 juillet au 1er août 1983 pendant la guerre du Sahara occidental. Le Front Polisario attaque avec succès la ville de Lemseied (en), située en territoire marocain, à l'ouest du djebel Ouarkziz et à une cinquantaine de kilomètres au sud de Tan-Tan, derrière le mur des sables défendu par les forces armées royales (FAR).

## Contexte
La ville de Lemseied est située à proximité du djebel Ouarkziz, montagnes situées en territoire marocain mais contrôlées par le Polisario. Militairement parlant, l'attaque vise à désorganiser les itinéraires de ravitaillement des troupes marocaines basées dans le Nord du Sahara occidental.
L'attaque a lieu après 18 mois sans grands combats. Elle a pour but de rappeler que le Polisario est toujours capable de mener des batailles, alors que les discussions au sujet du référendum n'avancent pas et que des rumeurs mentionnent un possible rapprochement entre l'Algérie et le Maroc. L'enjeu de la bataille peut être résumé par la formule « ou Addis-Abeba ou Lemseyed », Addis-Abeba étant le siège de l'OUA, chargée des négociations. Selon Paul Balta, le déclenchement de la bataille a  été décidé avec l'accord de l'Algérie, soutien du Polisario. 

## Déroulement
L'attaque est lancée le 10 juillet. Les premiers combats s'étendent du 10 au 14. Le 14, une unité du Polisario comptant 150 véhicules est repoussée par l'armée marocaine. Des attaques de moindre importance sont lancées en même temps contre Zag et Smara. Le point culminant de la bataille est atteint le 1er août. Ce jour-là, selon le Polisario, les combats se poursuivent jusqu'à la nuit sur un front de 50 km, « de Sebket-Lebredila jusqu'à Mguessem-El-Hirane, en passant par Graret-Sid-Ali ». Le Polisario aurait pris une position marocaine à Mguessem-El-Hirane, sur la route entre Lemsieid et Zag. Le Polisario annonce que des hélicoptères armés de missiles air-sol ont été utilisés pour la première fois par les Marocains.
Selon une interview paru en 2002 de Lahbib Ayoub, commandant sahraoui de l'attaque, les officiers algériens lui ont demandé d'arrêter l'attaque, pour éviter une riposte marocaine contre le territoire algérien.

## Pertes et conséquences
Les sahraouis subissent de lourdes pertes. Lors de l'attaque du 10 juillet, les Marocains déclarent que 50 indépendantistes ont été tués et dix véhicules détruits et reconnaissent 2 tués et 30 blessés,. Rabat annonce avoir détruit ou endommagé trois chars et 41 véhicules du Polisario lors de l'attaque du 26 juillet, tout en déplorant 5 morts et 22 blessés parmi les soldats des FAR. Si les communiqués du Polisario mentionnent 777 tués marocains durant toute la bataille et 109 « chars, véhicules blindés, transporteurs de troupes, jeeps, camions détruits » lors de l'attaque du 10 juillet, c'est surtout pour insister sur l'importance de cette attaque, par rapport aux simples opérations de harcèlement qui ont suivi la bataille de Guelta Zemmour. 
L'attaque montre que le mur n'est pas suffisant pour arrêter le Polisario. Le roi Hassan II qualifie les attaquants de mercenaires, le retour de ce vocable pour désigner les indépendantistes montre un durcissement de la position marocaine après les affrontements. L'attaque permet aussi au Maroc d'insister sur la gravité du conflit et de faire passer un plan d'austérité dans l'économie marocaine.